# Ars Nova (japanische Band)

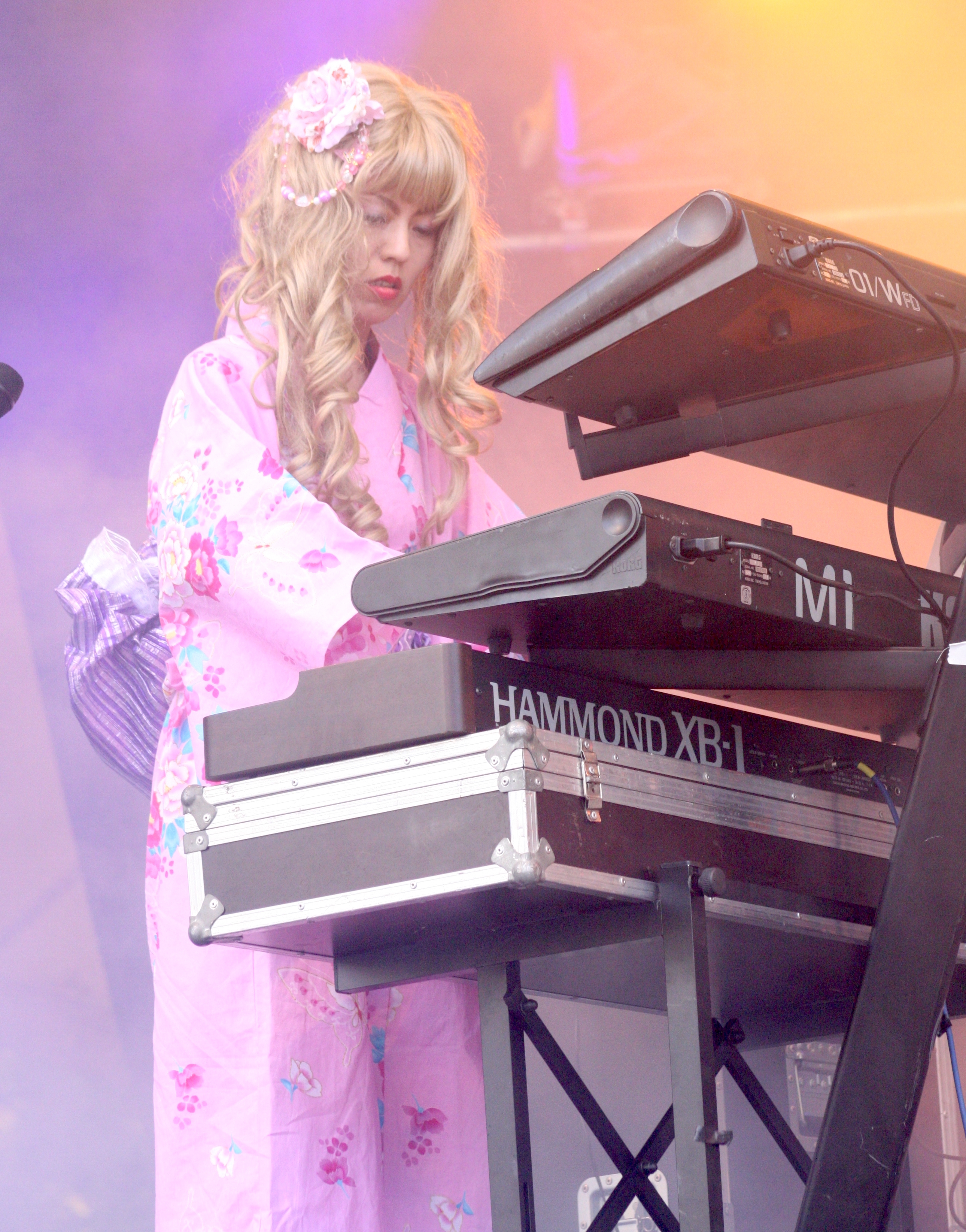
Keiko Kumagai von Ars Nova,
3. September 2010, Loreley,
Night of the prog V

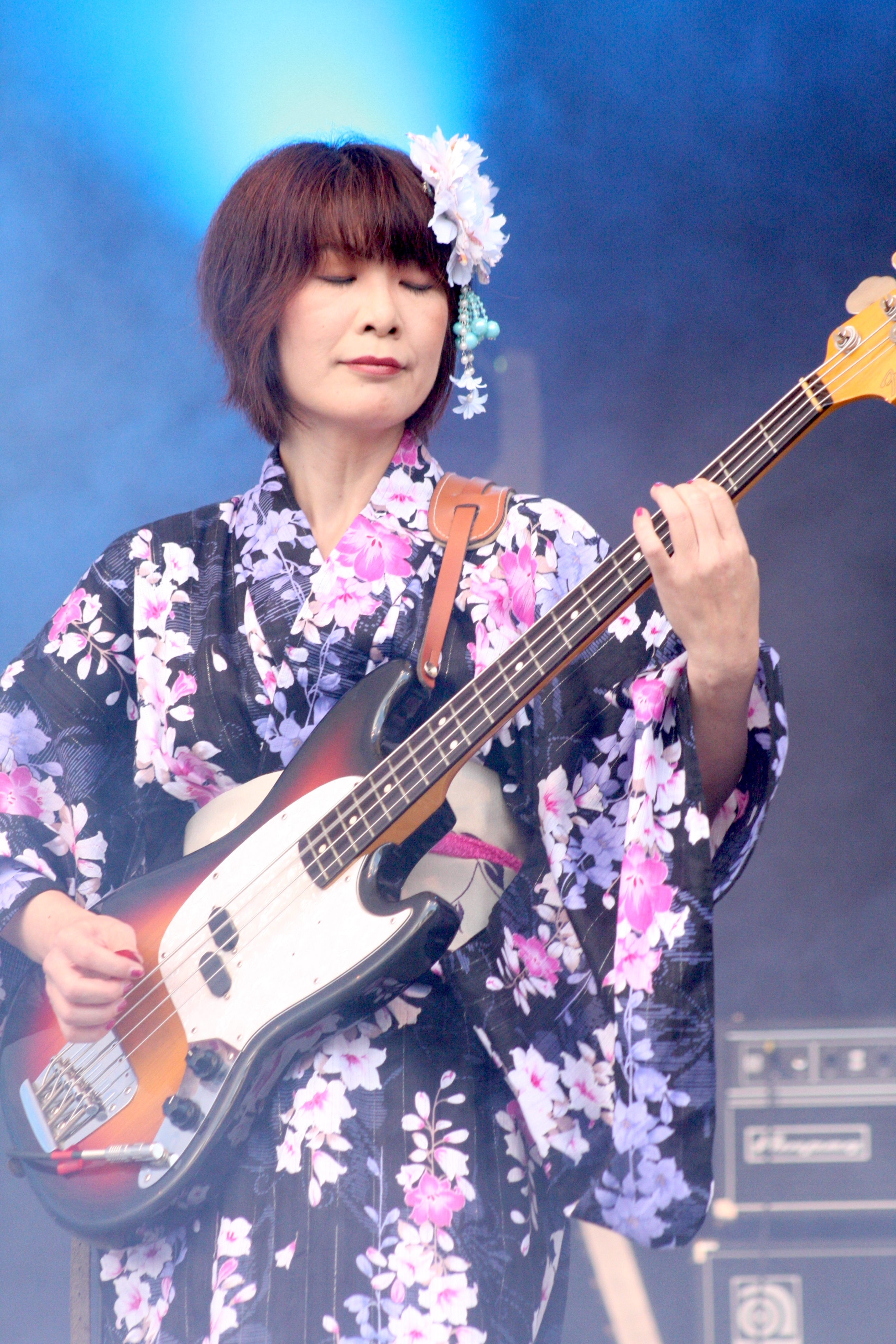
Shinko Shibata von Ars Nova,
3. September 2010, Loreley,
Night of the prog V

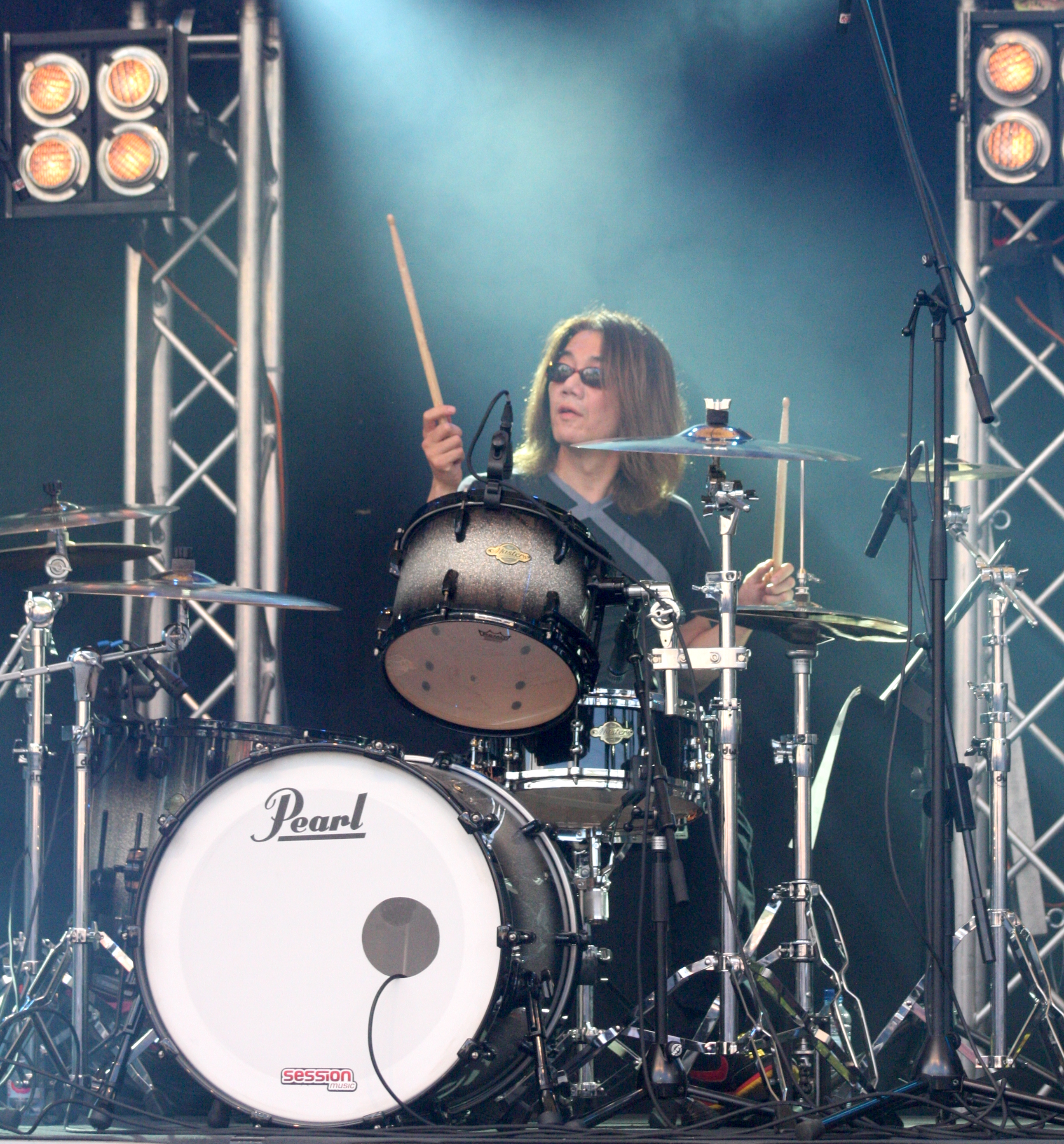
Masuhiro Goto von Ars Nova,
3. September 2010, Loreley,
Night of the prog V

Ars Nova ist eine japanische Progressive-Rock-Band. Während eines Großteils ihrer Geschichte (bis Hazime und in jüngerer Zeit Satoshi Handa hinzukamen) war die Band ausschließlich weiblich, was in der Welt des Progressive Rock ungewöhnlich ist. Die meiste Zeit spielt Ars Nova als Trio, es gab bzw. gibt auch ein Quartett bzw. Quintett. Die Formen der Besetzung existieren teilweise sogar gleichzeitig. Aufgrund der zahlreichen personellen Veränderungen innerhalb der Band wurden sehr häufig auch Gastmusiker von befreundeten anderen japanischen und ausländischen Bands verpflichtet.

## Bandgeschichte
Ars Nova wurde 1983 von Kyoko Kanazawa (E-Bass), Keiko Tsubata (Keyboard) und Yumiko Saito (Schlagzeug) gegründet, die sich an der Universität von Tokio kennenlernten. Die Band coverte hauptsächlich Kompositionen von ELP und Trace. Anfang 1985 verließ Tsubata die Band, da sie geheiratet hatte. Die verbleibenden beiden Musikerinnern schalteten eine Suchanzeige in einem Musikmagazin, auf die sich Keiko Kumagai meldete. Kumagai spielte zwei Auftritte mit der Band, bevor sie 1985 auch wegen Heirat die Band wieder verließ.
1991 wurde Ars Nova durch eine Initiative von Shingo "Numero" Ueno, einem bekannten japanischen Produzenten und Eigentümers der Made in Japan Records, wieder belebt. Ueno ermutigte Keiko Kumagai, auch eigene Songs zu schreiben und versprach sogar, dann das erste Ars Nova-Album zu produzieren und auf seinem Label zu veröffentlichen. Bereits ein Jahr später erschien das erste Album Fear and Anxiety. 1993 verließ Yumiko Saito die Gruppe, ebenfalls wegen ihrer Heirat, und wurde durch Akiko Takahashi ersetzt.
1994 erschien das zweite Album Tränsi. Es ermöglichte der Band, auch außerhalb Japans bekannt zu werden und spielte dadurch 1995 zum ersten Mal auf dem Prog Fest '95 Festival in Los Angeles, USA.
1996 erschien das dritte Album, The Goddess of Darkness, welches zum ersten Mal auch in Europa von Musea Records vertrieben wurde. Daraufhin spielte Ars Nova im Januar 1997 die ersten Konzerte in Europa, unter anderem auf dem größten europäischen Progressive-Festival, dem „Uden Rock Festival“ in den Niederlanden. Anschließend verließ Kyoko Kanazawa die Band im Oktober des gleichen Jahres.
1998 wurde das Album The Book of the Dead mit dem Gast-Bassisten Ken Ishita (ex-Deja Vu) veröffentlicht. Da Ars Nova immer noch keinen vollwertigen Ersatz für die ausgeschiedene Bassistin Kyoko Kanazawa finden konnte, wurde Naomi Miura vorübergehend als Bassgitarren-Ersatz engagiert, wobei sie die Bassparts auf ihren Keyboards übernahm. Miura war auch Live Support während der Welttournee im Oktober 1998.
1999 wurde Mika Nakajima (Keyboard, Gesang, Violine) als offizielles neues Mitglied von Ars Nova vorgestellt. Im April des gleichen Jahres wurde ein gemeinsames Keyboard-Trio-Tribut-Album mit der ebenfalls japanischen Band Gerard aufgenommen, Keyboard Triangle. Gerard ist sozusagen das „männliche“ Gegenstück zu Ars Nova und wurde auch vom gleichen Produzenten betreut. Das Album war im Grunde genommen ein Cover-Album, auf dem bekannte Titel von ELP, Trace, Rick Wakeman, Il Balletto di Bronzo und PFM in jeweils eigener Fassung abwechselnd von Ars Nova und Gerard interpretiert wurden.
2000 war Keiko Kumagai Mitwirkende auf Ayreons Album Universal Migrator Part 2: Flight Of The Migrator.
2001 wurde Ars Novas fünftes Album Android Domina veröffentlicht, wobei die Gruppe durch ein neues Outfit für einiges Aufsehen sorgte: Die Musikerinnen traten im SM-Look auf.

„The SM look was an idea that I had. I have been interested in SM as one of the end of the century taboo art. I like modern bondage costume, too. SM has both force and beauty, I think. I thought it would be funny to introduce SM taste as the latest album theme, because people say that Ars Nova's sound is heavy, aggressive, dark, massive, but also beautiful, melodic and classical. I think that SM really fits that sound.
Der SM-Look war eine Idee, die ich hatte. Ich habe mich für SM als eine der Tabu-Künste des ausgehenden Jahrhunderts interessiert. Ich mag auch moderne Fesselkostüme. SM hat sowohl Kraft als auch Schönheit, denke ich. Ich dachte, es wäre witzig, den SM-Geschmack als Thema des neuen Albums einzuführen, weil die Leute sagen, dass der Sound von Ars Nova schwer, aggressiv, dunkel, massiv, aber auch schön, melodisch und klassisch ist. Ich denke, dass SM wirklich zu diesem Sound passt.“

Bei anderen Gelegenheiten bestand die Bühnenkleidung auch schon mal aus dem traditionellen japanischen Kimono.
Im Oktober 2002 gab es anlässlich des 10. Jahrestages der Veröffentlichung des Debütalbums ein Live-Konzert mit zahlreichen Gastmusikern wie Gianni Leone von Il Balletto di Bronzo und Claudio Simonetti von Goblin (beide Keyboard), Takeo Shimoda (Schlagzeug), Atsushi Hasegawa von Gerard (Bass) und Masuhiro Goto von Gerard und Ningen Isu (Schlagzeug). Nach diesem Live-Konzert verließ Mika Nakajima die Band.
2003 gab es weitere personelle Veränderungen. Nach dem Auftritt von Ars Nova auf dem Baja Prog-Festival in Mexiko verließ die Schlagzeugerin Akiko Takahashi die Gruppe und wurde im Juni des gleichen Jahres von Masuhiro Goto als festes Mitglied ersetzt. Ein weiteres neues Bandmitglied wurde die Bassistin Shinko „Panky“ Shibata. Zuvor wurde ein neues Album produziert, Biogenesis Project. Zahlreiche Gastmusiker, darunter der bekannte niederländische Gitarrist Arjen Anthony Lucassen wie auch Gianni Leone oder auch Lucio Fabbri (ex-PFM) unterstützen Ars Nova bei den Aufnahmen. Lucassens Mitwirkung war eine „Revanche“ für Kumagais Beitrag auf Ayreons drei Jahre zuvor erschienenen Album. Der Gitarrist Satoshi Handa, der bereits 2003 als Gastmusiker mit Ars Nova auftrat, wird ebenfalls neues Bandmitglied.
2005 verließ Schlagzeuger Goto die Band und wurde im August 2005 durch Hazime ersetzt. Nach fast vier Jahren musikalischer Schaffenspause veröffentlichte die Gruppe im Januar 2009 das achte Album Seventh Hell. Im September 2010 trat Ars Nova zum ersten Mal auf dem Loreley-Festival „Night of the Prog V“ auf.
2015, im September, kehren die Schlagzeugerin Akiko Takahashi und die Keyboarderin Mika Nakajima zurück, um zusammen mit Keiko Kumagai und Shinko „Panky“ Shibata (Bass) als Vier-Frauen-Band parallel zur aktuellen Besetzung aufzutreten.
Im April 2017 veranstaltete Ars Nova das „ArsNova Fest“, auf dem drei verschiedene Bandbesetzung nacheinander zu hören waren:
- die rein weiblichen Ars Nova, mit Keiko Kumagai, Mika Nakajima, Shinko „Panky“ Shibata und Akiko Takahashi
- die zu diesem Zeitpunkt aktuelle Ars Nova Band, mit Keiko Kumagai, Satoshi Handa, Shinko „Panky“ Shibata und Hazime
- die (fast) ursprüngliche Ars Nova Band, mit Keiko Tsubata (Keyboard), Kyoko Kanazawa (Bass) und Hiroshi Kawamura (Schlagzeug)

Im September 2017 wurde das ganz ursprüngliche Frauen-Trio mit Keiko Kumagai, Kyoko Kanazawa und Akiko Takahashi wiederbelebt, Mika Nakajima wurde als doppeltes Keyboard in die, zu diesem Zeitpunkt aktuelle, Besetzung ebenfalls wieder mit aufgenommen. Außerdem wurde parallel ein Quintett gebildet, bestehend aus Keiko Kumagai, Mika Nakajima, Satoshi Handa, Shinko „Panky“ Shibata und Hazime.
Die letzte bekannte Live-Besetzung stammt aus 2018, als Ars Nova beim Festival CRESCENDO in Saint-Palais-sur-Mer (Frankreich) als Quartett auftraten: Keiko Kumagai und Mika Nakajima (Keyboard), Shinko „Panky“ Shibata (Bass) und Akiko Takahashi (Schlagzeug).
Am 12. Juni 2022 verkündete die Gruppe auf ihrer Website, dass ein neues Album in Produktion sei. Es handelt sich um Aufnahmen, die bereits 1996 vom ursprünglichen Trio (Kumagai, Kanazawa, Takahashi) eingespielt wurden und durch aktuelle Produktionen zusammen mit den beiden Gastmusikern Hitomi Iriyama (Violine) und Zoltán Fábián (Gitarre) ergänzt werden. Weitere Mitwirkende sind: Sayuri Aruga (Gesang), Mika Nakajima (Keyboard), Satoshi Handa (Gitarre), Hazime (Schlagzeug), Akiko Takahashi (Perkussion). Das neue Album soll Morgan 2021 heißen.

## Stil
Die Musik von Ars Nova ist stark von Keyboards geprägt – dies war besonders zwischen 1998 und 2003 der Fall, als die Band zwei Keyboarder hatte. Zu den üblichen Klängen gehören die allgegenwärtige Hammond-Orgel sowie Mellotron und diverse Synthesizer. Fast die gesamte Musik der Band ist instrumental.
Die musikalischen Einflüsse der Band sind ELP, Goblin, PFM, Rick Wakeman, Il Balletto di Bronzo und klassische Musik. Kumagai, die Keyboarderin, schreibt alle Kompositionen der Band.

## Diskografie
- 1992: Fear and Anxiety
- 1994: Tränsi
- 1996: The Goddess of Darkness
- 1997: The Six Singular Impressions (Kompilation)
- 1998: The Book of the Dead (Reu Nu Pert Em Hru)
- 2001: Android Domina
- 2001: Lacrimaria (aufgenommen 1992, veröffentlicht 2001)
- 2003: Biogenesis Project
- 2005: Chrysalis - Force for the Fourth
- 2009: Seventh Hell
- 2011: Official Bootleg Live Female Trio 1996-2010 (Live)
- 2011: Divine Night (Live 2010)